# Metopia suifenhoensis
Metopia suifenhoensis är en tvåvingeart som beskrevs av Fan 1965. Metopia suifenhoensis ingår i släktet Metopia och familjen köttflugor. Inga underarter finns listade i Catalogue of Life.